# مسجد کونستانس

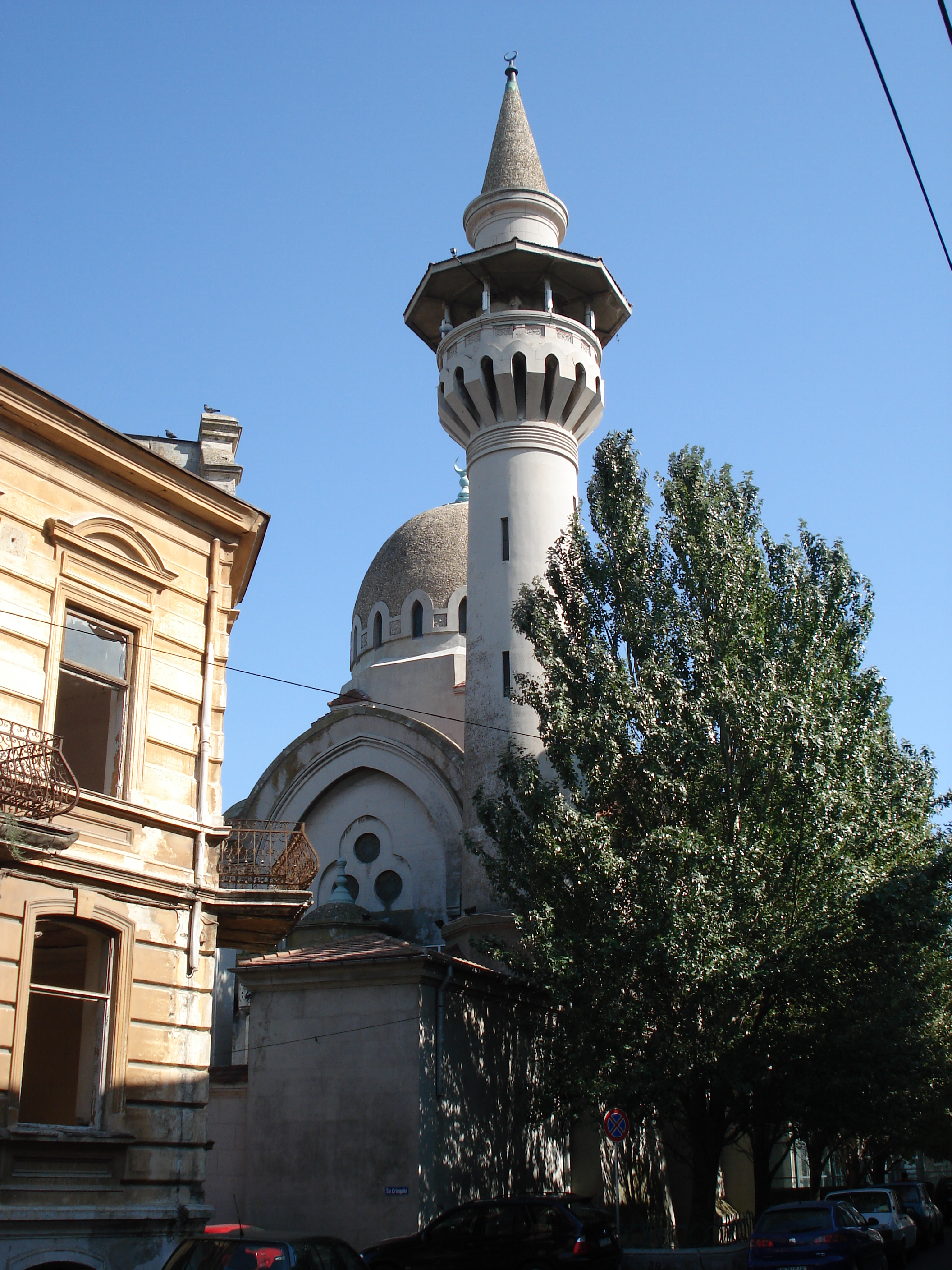
مسجد کونستانس

مسجد کونستانس (به رومانیایی: Marea Moschee din Constanța)در سال ۱۹۱۰ توسط پادشاه رومانی کارول اول برای اهالی مسلمان شمال آفریقا که در شهر کونستانس سکونت داشتند، بنا شده‌است. مسجد کونستانس دارای تک مناره‌ای به ارتفاع ۵۰ متر است.

## نگارخانه

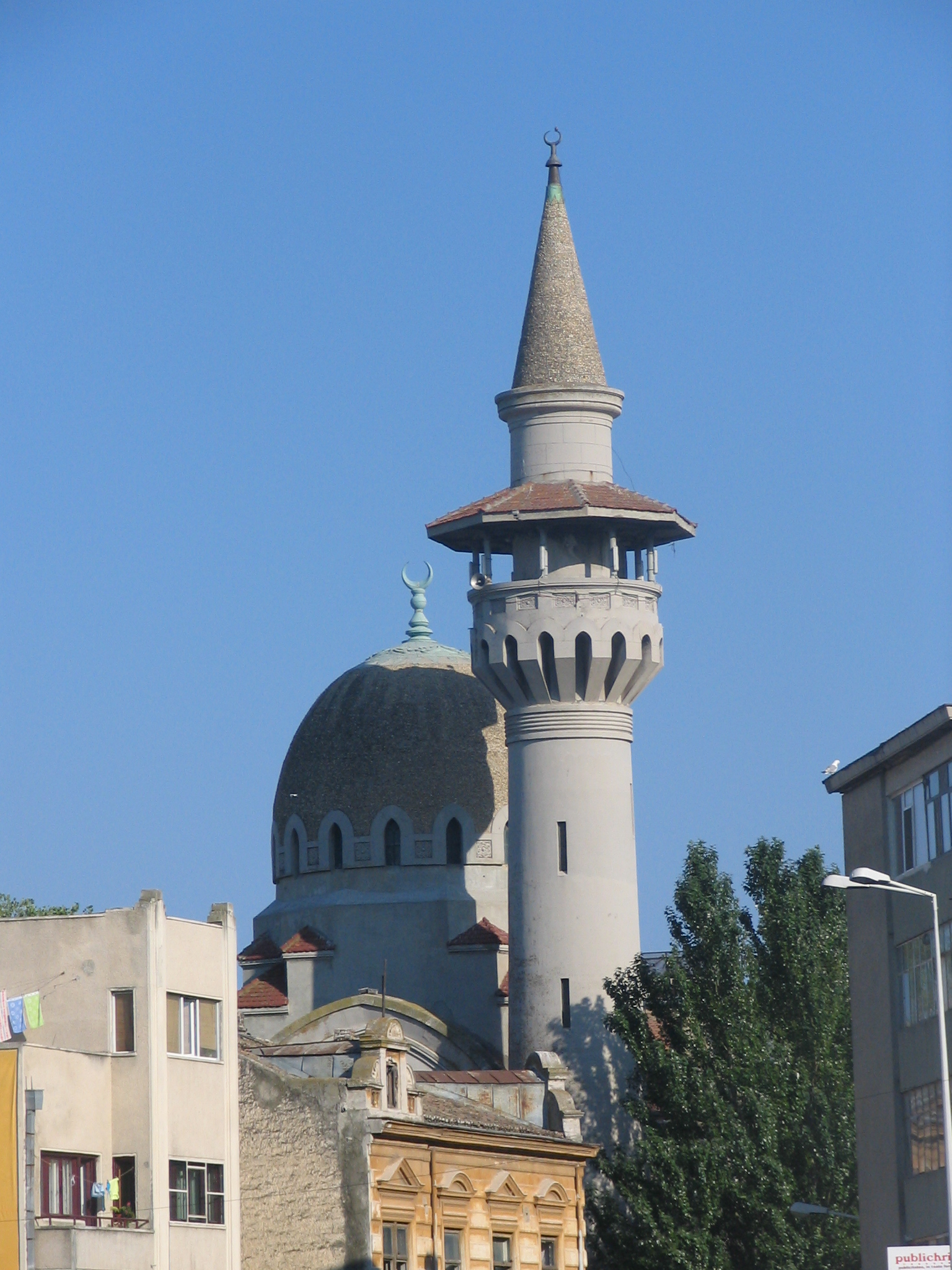
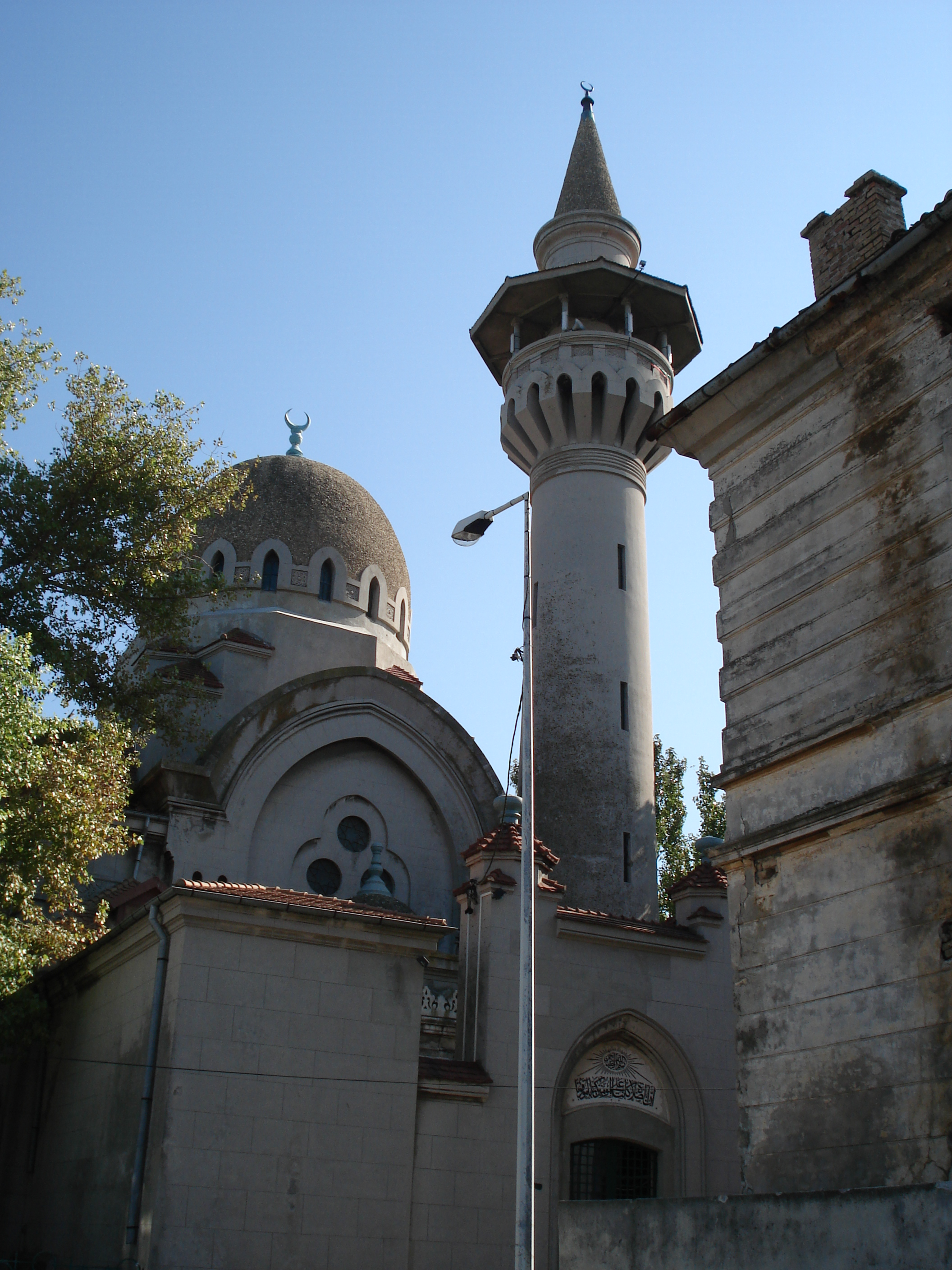
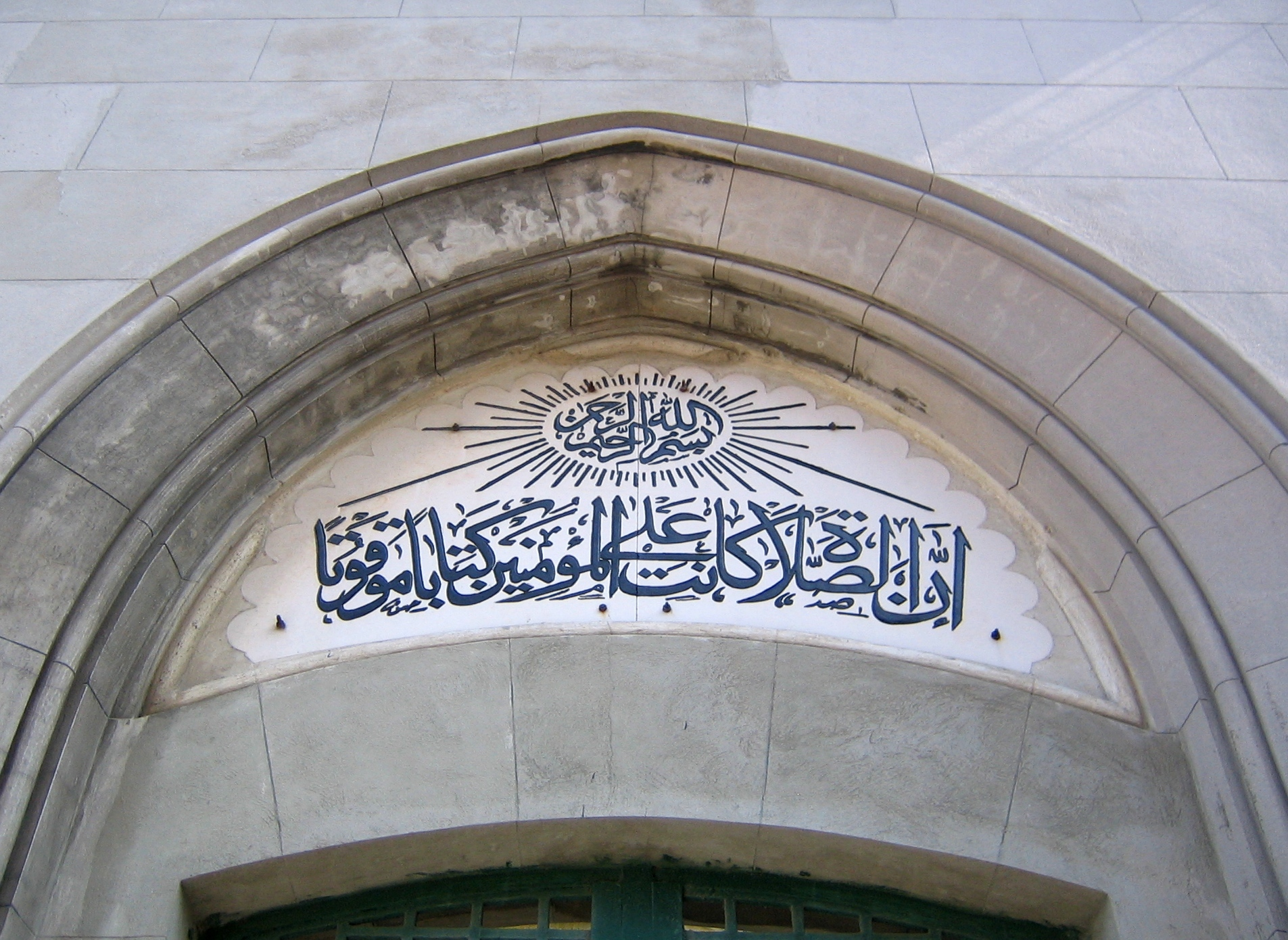